# 岡山県道254号可真上万富停車場線
岡山県道254号可真上万富停車場線（おかやまけんどう254ごう かまかみまんとみていしゃじょうせん）は、岡山県赤磐市から岡山市東区に至る一般県道である。

## 概要

### 路線データ
- 起点：岡山県赤磐市野間（岡山県道403号町苅田熊山線交点）
- 終点：岡山県岡山市東区瀬戸町万富（JR西日本山陽本線 万富駅前、岡山県道179号万富停車場弓削線交点）
- 総延長：約6 km

## 路線状況

### 重複区間
- 岡山県道・兵庫県道96号岡山赤穂線（岡山市東区瀬戸町万富）
- 岡山県道79号佐伯長船線別線（岡山市東区瀬戸町万富）

## 地理

### 通過する自治体
- 赤磐市
- 岡山市（東区）

### 交差する道路
| 交差する道路 | 市町村名 | 市町村名 | 交差する場所 | 交差する場所   |
| --- | -------- | -------- | ------------ | -------------- |
| 岡山県道403号町苅田熊山線                                                                                        | 赤磐市   | 赤磐市   | 野間         | 起点           |
| 岡山県道79号佐伯長船線 / 美作岡山道路                                                                            | 赤磐市   | 赤磐市   | 弥上         | [ 注釈 1 ]     |
| 岡山県道・兵庫県道96号岡山赤穂線 重複区間起点 岡山県道79号佐伯長船線 / 別線 重複区間起点 岡山県道252号万富吉井線 | 岡山市   | 東区     | 瀬戸町万富   |                |
| 岡山県道・兵庫県道96号岡山赤穂線 重複区間終点 岡山県道79号佐伯長船線 / 別線 重複区間終点                         | 岡山市   | 東区     | 瀬戸町万富   | 万富駅前交差点 |
| 岡山県道179号万富停車場弓削線                                                                                    | 岡山市   | 東区     | 瀬戸町万富   | 終点           |

### 沿線
- 岡山市立千種小学校
- JR西日本山陽本線 万富駅

### 峠
- 尾坂峠（赤磐市 - 岡山市東区）